# Bil'in
 (septembre 2009).
Si vous disposez d'ouvrages ou d'articles de référence ou si vous connaissez des sites web de qualité traitant du thème abordé ici, merci de compléter l'article en donnant les références utiles à sa vérifiabilité et en les liant à la section « Notes et références ».

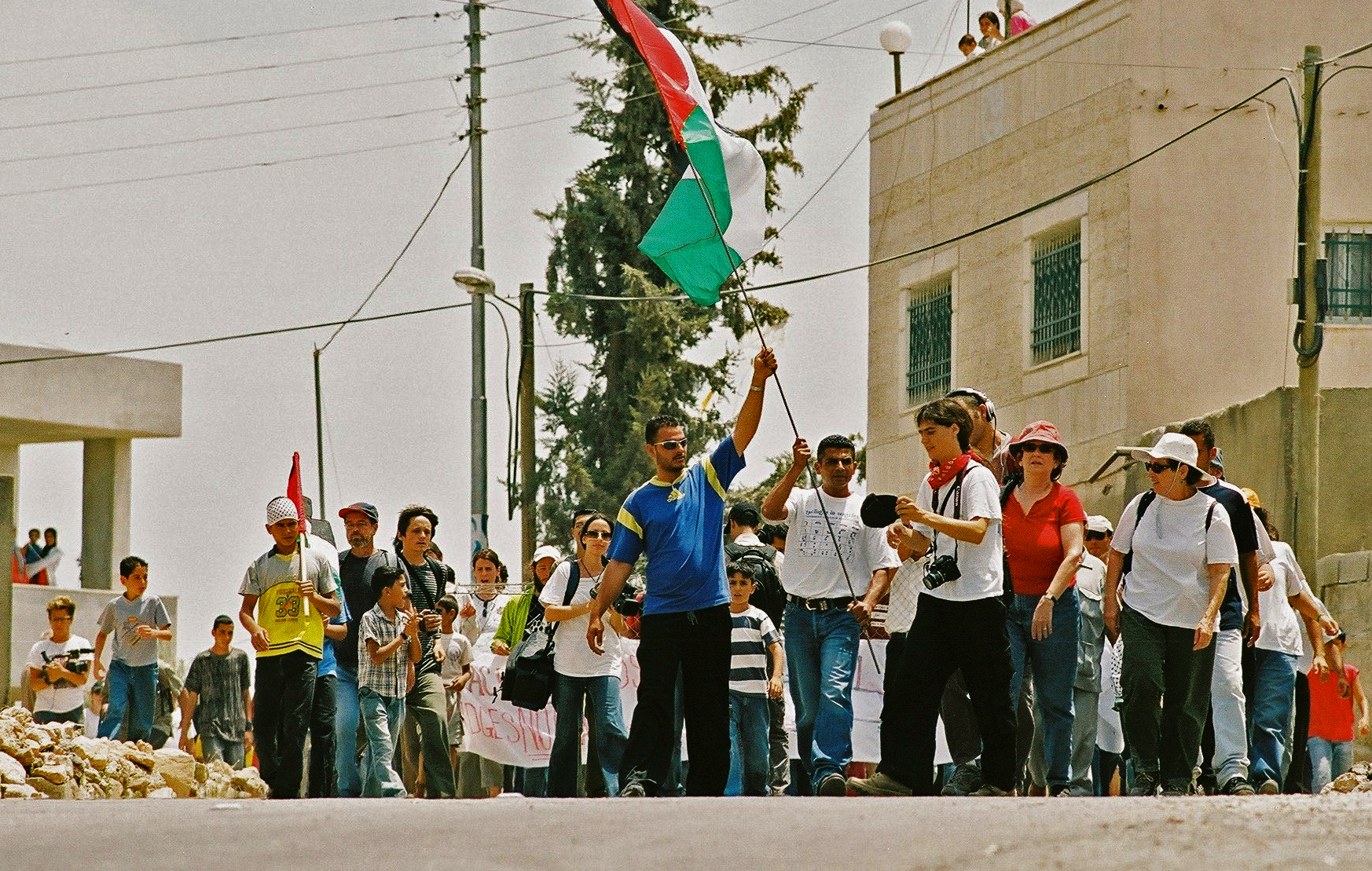

Bil'in est une petite ville de Cisjordanie située à 12 km à l'ouest de Ramallah, à côté de la barrière de séparation israélienne et de la colonie israélienne de Modiin Illit.

## Historique
Environ 60 % des terres cultivables du village ont été détruites pour la construction de ladite barrière et pour l'implantation de colonies israéliennes. Aussi, Bil'in a initié une forme de résistance pacifique contre ces constructions. Dans ce cadre, une conférence de solidarité s'est tenue les 20 et 21 février 2006.
Les villageois de Bil’in ont remporté une victoire. Par sa décision 143/06, la Haute Cour de Justice israélienne a décidé que tant que la Cour étudie la légalité de la construction de la colonie Matityahu Est, prévue sur les terres de Bil’in, l’interdiction de nouvelles constructions et de nouvelles installations doit rester effective. Cette décision, qui renforce pleinement l’interdiction, consolide les positions des militants de Bil’in, qui ont empêché la construction planifiée de colonies – fait unique dans le contexte contemporain de la Cisjordanie. De plus, la Cour a ordonné que la démolition de colonies en construction ait lieu dans certaines enclaves de Matityahu Est, de manière que la terre revienne à son état de pré-colonisation et de végétation.
Les habitants ont obtenu cette victoire au prix de deux morts, de nombreux blessés, d’une centaine d’arrestations et d’un blocus prolongé du village.
Cette victoire est le résultat d’années de militantisme non-violent de la part des villageois de Bil’in et de leurs relations internationales et israéliennes.
La résistance à la confiscation israélienne des terres de Bil’in a commencé en 1991, lorsque l'État d’Israël s’est approprié 1100 dounams (110 hectares) de terres appartenant aux fermiers.
À l’époque, la confiscation avait été justifiée par la référence à une ancienne loi ottomane autorisant la confiscation des terres non labourées[réf. nécessaire].
Bien plus tard, il avait été révélé que pour prouver que les terres convoitées étaient « inutilisées », l’État s’était servi de photos prises en dehors de la saison des cultures. Plus d’une décennie après la confiscation, les colonies ont commencé à se construire, suivant un modèle typique d’expansion, à savoir que d’abord, la terre palestinienne est déclarée propriété de l'État, et ensuite donnée à des Israéliens[réf. nécessaire].
C’est pourquoi des manifestations non-violentes ont commencé à Bil’in,. Elles ont eu lieu chaque semaine depuis janvier 2005, ont gagné l’attention et le soutien internationaux et ont constitué une campagne légale prolongée contestant la légalité de la colonie[réf. nécessaire].
La décision, qui ne marque pas la fin de la lutte à Bil’in ou dans d’innombrables autres endroits en Cisjordanie, permet de mesurer l'impact de ces actions directes créatives[réf. nécessaire].
Le 4 septembre 2007, à la suite d'une résistance populaire non violente par la lutte commune entre les activistes palestiniens, activistes israéliens et internationaux, la Cour Suprême a statué en faveur de la pétition déposée par le village de Bil'in demandant de modifier le tracé actuel du mur.
La décision de cour ordonne à l’armée de planifier et de mettre en application un nouvel itinéraire pour le mur.
Elle a ordonné que le nouveau tracé permette à toutes les terres agricoles palestiniennes de se retrouver du côté palestinien. En outre, la cour a ordonné que l’État ne devrait pas prendre en compte le secteur réservé à l’étape B de la future expansion de Matityahu-Est.
Durant la séance, la cour a fait référence aux considérations militaires et sécuritaires.
La cour a déclaré que concernant les préoccupations sécuritaires, le tracé actuel du Mur passait par un chemin topographiquement inférieur, indiquant de ce fait que le tracé original avait été prévu avec la principale préoccupation de l’expansion future de la colonie plutôt que des préoccupations sécuritaires.
La décision de la Cour Suprême survient après des années de lutte et de résistance incessante contre la confiscation a priori abusive des terres de village. Elle est considérée comme une victoire pour l’initiative commune de résistance non-violente entre les participants palestiniens et israéliens.
La ville est jumelée avec Fosses (France) depuis 2006.
Bien que la décision de septembre 2007 soit considérée comme une victoire dans la lutte contre des conséquences lourdes de l’occupation israélienne et une victoire pour les villageois de Bilin, le tracé du mur dévie toujours de la Ligne d’Armistice reconnue internationalement et viole toujours le droit international, les résolutions du Conseil de sécurité de l’ONU et l’avis consultatif de la Cour internationale de justice,.
Le Comité Populaire de Bil'in reçoit en 2008 la Médaille Carl von Ossietzky, avec Anarchists Against the Wall,.